# 로브샨 아스케로프

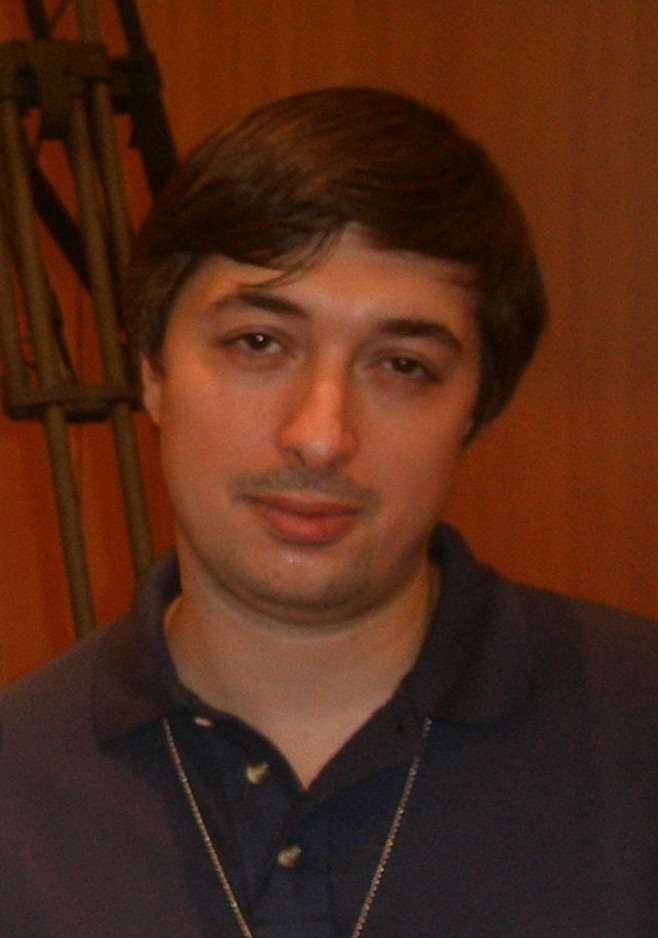
2007년 아스케로프

로브샨 엔베르 오글리 아스케로프(아제르바이잔어: Rövşən Ənvər oğlu Əsgərov, 러시아어: Ровшан Энвер оглы Аске́ров; 1972년 5월 4일 출생)는 아제르바이잔의 언론인이자 텔레비전 게임 무엇? 어디? 언제?의 참가자이며 스포르트 익스프레스 신문의 전 스포츠 칼럼니스트이다.

## 전기
아스케로프는 1972년 5월 4일 바쿠에서 예술가 엔베르 아스케로프의 가족으로 태어났다. 그는 1994년 바쿠 국립 대학교 역사학부를 역사학 후보로 졸업했다.
아스케로프는 1998년 11월 28일 게임 쇼 무엇? 어디? 언제?에 처음 출연하여 2001년 겨울 시리즈 MVP가 되었다. 그는 TV 쇼 역사상 가장 스캔들이 많고 불쾌한 선수 중 한 명으로 간주된다.
2001년부터 2007년까지 아스케로프는 스포르트-익스프레스 신문의 칼럼니스트로 일했으며, 크로스컨트리 스키, 펜싱, 사이클, 리듬 및 예술 체조, 기타 스포츠 분야의 대회를 취재했다. 그는 2004년 하계 올림픽 및 2006년 동계 올림픽의 특파원으로 일했다.
2007년부터 아스케로프는 바실리 우트킨의 초청으로 NTV-플러스 텔레비전 채널의 특파원으로 활동했다. 그는 또한 축구 채널과 스키 점프 및 노르딕 복합 경기의 해설자로도 일했다.
아스케로프는 2022년 페이스북에서 게오르기 주코프의 제2차 세계 대전 중 행동에 대해 한 발언에 대한 조사가 시작된 후 러시아를 떠났다. 그의 발언은 공식적으로 모욕적이고 불법적인 것으로 간주되었다. 아스케로프는 자신이 진실을 말하고 있다고 주장한다.